# Messengers

Messengers est un film réalisé par Philip Farha, sorti en 2004.

## Fiche technique
- Titre : Messengers
- Réalisation : Philip Farha
- Scénario : Charles Hall, Adam MacLean et Ryan Neill
- Production : Alvaro Donado, Meryl Emmerton, Philip Farha
  - Producteur exécutif : Daniel MacLeith
- Musique originale : John Roome
- Photographie : Andrij Parekh
- Montage : David Kartch
- Distribution : Sheila Jaffe, Meredith Tucker et Georgianne Walken
- Décors : John Nyomarkay
- Costumes : Eden Miller
- Format : Couleurs - 1,85:1 - Dolby Digital - 35 mm
- Dates de sortie : 
  -  États-Unis : 27 juin 2004 (VisionFest Film Festival)

## Distribution
- Michele Hicks : Sarah Chapel
- Erik Jensen : David Richards
- Frankie Faison : Tom Mabry
- Amy Wright : Nan Parrish
- Annie Golden : Alice Farmer
- Peter McRobbie : Stuart Quinn
- Ronald Guttman : Radu, hypnotiseur iranien
- John Cariani : Derek the Cop
- Harrison Chad : Michael Richards
- Michael Higgins : pauvre vieil homme de la chambre 410
- Darrell Larson : Dr. Max Overman
- Phyllis Somerville : Metal Detector Lady
- Mimi Weddell : Ruth White
- Jack Willis : Cliff Cowers
- John Sebastian : George Farmer